# Sự kiện UFO Ellsworth
Sự kiện UFO Ellsworth là vụ chứng kiến vật thể bay không xác định (UFO) xảy ra vào năm 1953 tại Rapid City ở bang Nam Dakota nước Mỹ và được phát hiện bằng radar tại Căn cứ Không quân Ellsworth gần đó. Trong những giờ tiếp theo, vụ việc cũng được báo cáo tại Bismarck ở Bắc Dakota.

## Diễn biến sự kiện
Ngày 5 tháng 8 năm 1953 vào lúc 8 giờ 05 phút tối, một tình nguyện viên tên Kellian làm việc cho tổ chức phòng thủ dân sự Ground Observers Corp (GOC) cư trú tại Blackhawk, một thị trấn nằm gần Rapid City, đã gọi điện đến Căn cứ Không quân Ellsworth để trình báo rằng bà vừa trông thấy một luồng ánh sáng màu đỏ tươi ở thấp ở đường chân trời, hướng về phía đông bắc. Theo người phụ nữ, ban đầu ánh sáng này đứng yên, sau đó chuyển động sang phải rồi trở lại vị trí ban đầu. Nhân viên trực ban đã cử ba người lính đi kiểm tra bên ngoài tòa nhà rồi tới khi trở về báo cáo rằng họ đã quan sát một tia sáng di chuyển nhanh trên bầu trời theo hướng bắc-nam. Radar của căn cứ không quân vừa thu được tín hiệu về hướng mà người phụ nữ trông thấy ánh sáng lạ. 
Bộ phận điều khiển radar đã gọi cho phi công của một chiếc F-84 và yêu cầu anh ta tiến tới vật thể lạ. Phi công nhận được tín hiệu trên radar máy bay của mình cách khoảng 5 km và cố gắng đến gần hơn, nhưng ngay sau khi quan sát bằng mắt thường thì tín hiệu đã di chuyển trên radar một góc 320°. Phi công có chụp lại một số bức ảnh về vật thể lạ nhưng về sau người ta phát hiện ra rằng máy ảnh bị trục trặc và những bức ảnh nhìn không rõ chút nào. Phi công nhận được một tín hiệu xa hơn, theo đó thì vật thể lạ được cho là đang ở khoảng cách 110 km, kiểm tra mức nhiên liệu và báo cáo cho căn cứ rồi nhận lệnh quay trở lại ngay lập tức. Khi máy bay đang hạ cánh, radar của căn cứ này phát hiện ra rằng chiếc UFO đã quay trở lại. Trung úy Needham, phi công của một chiếc F-84 khác đang bay bèn gọi đến căn cứ thông báo anh ta đã nghe được cuộc trò chuyện giữa căn cứ và phi công đầu tiên trên radio; lộ vẻ nghi ngờ vụ việc, anh ta xin phép bay tới đó điều tra và được chấp thuận. Needham, cựu chiến binh trong Thế chiến thứ hai và Chiến tranh Triều Tiên, lái máy bay theo sự chỉ dẫn từ cơ quan kiểm soát không lưu về hướng vật thể lạ khả nghi. Viên phi công này vừa nhìn thấy luồng ánh sáng đổi hướng với suy nghĩ rằng đây chỉ là sự phản chiếu của ánh sáng nào đó từ Trái Đất, nhưng khi tận mắt chứng kiến thứ ánh sáng kỳ lạ di chuyển trên khung cảnh của ba ngôi sao cố định, anh ta tin chắc rằng mình đang quan sát một chiếc UFO thật sự. Needham bắt được một tín hiệu trên radar máy bay của mình. Khi đến gần ánh sáng, anh thấy nó sáng dần lên và chuyển từ màu từ đỏ sang trắng xanh. Sau đó, ánh sáng biến mất khỏi tầm nhìn của viên phi công làm anh ta sửng sốt liền bay trở về căn cứ ngay.
Vào 11 giờ 42 phút tối, trung tâm kiểm soát không lưu Bismarck bỗng dưng nhận được thông báo về việc có người nhìn thấy UFO trong khu vực Rapid City, hướng về phía bắc. Trung sĩ trực đang trực và một số tình nguyện viên bèn trèo lên mái nhà và quan sát bốn vật thể phát sáng trên bầu trời. Lúc 1 giờ 09 phút sáng ngày 6 tháng 8, chiếc vận tải cơ Globemaster C-124 vừa bay qua Bismarck thì chứng kiến một vật thể lạ sáng rực trên bầu trời lấp lánh đang phát ra thứ ánh sáng màu xanh lục .

## Điều tra và giải thích
Dự án Blue Book đã tiến hành điều tra trường hợp này. Giám đốc Dự án Blue Book là Đại úy Không quân Mỹ Edward J. Ruppelt đã tới phỏng vấn những người liên quan đến vụ việc; Đặc biệt, Trung úy Needham, phi công lái chiếc F-84 thứ hai, nói với ông rằng anh tỏ ra hoảng hốt sau khi nhìn thấy luồng ánh sáng bí ẩn trở nên sáng chói hơn và chuyển đổi màu sắc liên tục.. Sau cùng, Dự án Blue Book đành phân loại trường hợp này là "chưa được giải quyết".
Vụ việc sau đó đã được Ủy ban Condon kiểm tra lại nhưng kết luận đưa ra lại khác. Một quan sát viên khác của GOC được phỏng vấn và kết luận rằng luồng ánh sáng mà Kellian quan sát được ban đầu sẽ là đèn tín hiệu màu đỏ từ ăng-ten của một đài phát thanh. Vật thể mà ba người lính tại căn cứ không quân Ellsworth quan sát được thực ra chỉ là một quả thiên thạch mà thôi. Đối với những lần chứng kiếnsau đó, phi công của chiếc F-84 đầu tiên trông thấy ảo ảnh của ngôi sao Pollux, trong khi phi công của chiếc F-84 thứ hai thì nhìn ra ảo ảnh về ngôi sao Mirfak. Ảo ảnh của những ngôi sao này là do điều kiện thời tiết cụ thể của buổi tối hôm đó gây ra. Các tín hiệu radar được giải thích là phản xạ sai do sự lan truyền dị thường gây ra bởi sự đảo ngược nhiệt độ trong bầu khí quyển. Những vật thể sáng nhất mà các nhân chứng quan sát được tại Bismarck là các ngôi sao Arcturus, Capella và Betelgeuse và hành tinh Sao Mộc qua một lớp đảo nhiệt. Ánh sáng của một ngôi sao được quan sát trong các điều kiện cụ thể có thể tạo ra ấn tượng về tia sáng.
Lời giải thích của Ủy ban Condon được các nhà nghiên cứu UFO đánh giá là sai lệch, thế mà những nhà nghiên cứu hoài nghi vẫn coi là hợp lý, theo đó xu hướng của giả thuyết ngoài Trái Đất nhằm giải thích việc quan sát vật thể và hiện tượng không xác định có thể dẫn đến hiểu sai các báo cáo về việc nhìn thấy vật thể bình thường trong những điều kiện cụ thể.